# 联合国安全理事会第1760号决议
联合国安理会1760号决议是联合国安全理事会于2007年6月20日在第5699次会议上通过的一项决议。该决议决定请联合国秘书长在一个月内就利比里亚局势设立由最多三人组成的专家小组。